# 橘家三蔵
橘家三蔵（たちばなや さんぞう、1937年11月11日 - 1997年2月3日）は落語家。本名∶佐野 行男。生前は落語協会所属。

## 経歴
1937年11月東京市浅草区生まれ。東京都立忍岡高等学校卒業。
1957年3月、七代目橘家圓蔵に入門し「三蔵」を名乗る。
1962年5月、三遊亭生之助と共に二ツ目昇進。
1973年9月、林家木久蔵、三遊亭好生、桂文平、四代目三遊亭歌笑、三遊亭生之助、橘家三蔵、柳家小きん、三遊亭歌雀、柳家さん弥、金原亭桂太の十人で真打昇進。
1997年2月3日死去、59歳没。

## 芸歴
- 1957年3月∶七代目橘家圓蔵に入門。前座名「三蔵」。
- 1962年5月∶二ツ目昇進。
- 1973年9月∶真打昇進。
- 1997年2月∶死去。

## 人物
『長短』『出来心』などを好く演じていた。